# Jachówka (Jaworznia)
Jachówka – przysiółek wsi Jaworznia w Polsce położony w województwie świętokrzyskim, w powiecie kieleckim, w gminie Piekoszów. 
W latach 1975–1998 przysiółek administracyjnie należał do województwa kieleckiego.